# Parti magyar
Le Parti magyar (hongrois : Országos Magyar Párt; roumain : Partidul Maghiar, PM, officiellement Partidul Național Maghiar) était un parti politique roumain de l'entre-deux-guerres.
Le parti est une organisation hétérogène, incluant des bourgeois et propriétaires terriens, des paysans, des travailleurs, des intellectuels et des citadins. Il était puissant dans les județe majoritairement peuplés de Hongrois.
Le PM défendait l'autonomie complète majoritairement peuplés de Hongrois et le Pays sicule, la gestion par les Hongrois de l'administration et tous les questions socio-culturelles, mais demandait le financement des écoles confessionnelles de langue hongroise par l'État roumain. Néanmoins sa ligne programmatique subit plusieurs modifications. Dans les années suivant la fin de la Première Guerre mondiale, plusieurs formations politiques hongroises apparurent, certaines appelant à l'intégration dans l'État roumain nouvellement unifié, d'autres refusant de reconnaître la Résolution d'Alba Iulia et ses conséquences. À la suite de la signature du traité de Trianon en juin 1920, le Parti magyar, auto-déclaré représentant de tous les Hongrois de Roumanie, fut lancé. Après l'arrivée au pouvoir d'Adolf Hitler en Allemagne et la radicalisation du discours révisionniste de Miklós Horthy en Hongrie, la direction du parti prit des positions anti-roumaines, similaires à celle du gouvernement de Budapest.

## Histoire
À la fin du mois d'octobre 1918, le Conseil national hongrois (Consiliul Național Maghiar, CNM) fut fondé à Cluj, en même temps que fut créé le Parti national démocrate hongrois-sicule (Partidul Național Democrat Maghiar-Secuiesc, PNDM-S), mené par Béla Maurer à Târgu Mureș. Alors que le CNM espérait un changement de situation avec la signature d'un traité de paix, le PNDM-S décida de collaborer avec les autorités roumaines et de participer aux élections générales roumaines, lors desquelles il remporta huit sièges à l'Assemblée des députés. PNDM-S participa également aux élections générales roumaines de 1920, exprimant ainsi son désir de participer à la vie politique du pays et condamnant donc l'attitude passive de ses co-nationaux. Après la signature du traité de Trianon, les dirigeants politiques hongrois changèrent leur attitude. Le congrès du PNDM-S d'octobre 1920, qui eut lieu à Târgu Mureș, décida que la minorité hongroise devait sortir de sa réserve et s'impliquer dans le processus de construction nationale de la Grande Roumanie.
En janvier 1921 à Cluj, des membres de la riche bourgeoisie et des propriétaires terriens hongrois formèrent l'Union hongroise (Uniunea Maghiară, UM). Le 5 juin de la même année, un petit groupe de bourgeois forma à Huedin le Parti populaire hongrois (Partidul popular Maghiar), avec Ludovic Albert comme président. l'UM engagea des pourparlers avec ce nouveau groupe, et les deux formations fusionnèrent le 6 juillet 1921. La nouvelle Union hongroise élut le baron Sámuel Jósika à sa tête. Le 14 août 1921, des cercles politiques démocratiques et le PNDM-S décidèrent de créer un autre parti, appelé le Parti du peuple hongrois (Partidul Poporului Maghiar). Puisque la direction de l'UM ne reconnaissait pas l'acte d'union de la Transylvanie avec la Roumanie, elle fut dissoute par le gouvernement le 30 octobre 1921. 
le Parti populaire hongrois fut recréé le 5 janvier 1922, avec à sa tête István Kecskeméthy et avec pour but politique l'intégration dans la vie politique roumaine. Dans le même temps, Emil Grandpierre fonda le Parti national hongrois (Partidul Național Magyar). Sur l'insistance de Grandpierre et d'autres politiciens, les deux partis commencèrent à envisager l'idée de créer un parti unique, par l'union de toutes les formations existantes. Aussi, le 28 décembre 1922, le Parti magyar de Roumanie fut fondé à Cluj. Il était alors dirigé par l'ancienne aristocratie hongroise et soutenu par de solides institutions bancaires, un réseau de coopératives, l'Église et un certain nombre d'organisations culturelles, ainsi que par une presse dotée d'une large aire de diffusion.
Des divergences d'opinion se maintinrent au sein du nouveau parti, la plupart des membres préférant néanmoins la participation à la vie politique roumaine. Un élément clé de l'activité du PM était centré sur la documentation des erreurs et abus commis par les autorités roumaines, afin de composer des mémorandums adressés à la Société des Nations, qui déclara que la minorité hongroise était persécutée et que la Roumanie ne respectait pas le traité sur les minorités. Le PM demandait ainsi à la SDN d'intervenir et de mettre un terme à ces persécutions. Le 31 octobre 1923, le «Pacte Ciucea» fut signé avec Octavian Goga et Constantin Bucșan, au nom du Parti populaire. L'accord fut également approuvé par le Premier ministre hongrois, István Bethlen. Lors des élections municipales de février 1926, le PM prit part à une alliance électorale avec le Parti national libéral (PNL), réussissant ainsi à obtenir de nombreux sièges dans les conseils municipaux et conseils de județe. István Ugron, qui favorisa une collaboration exclusive avec le PNL, brisa le « Pacte Ciucea » le 1er février 1926, devant alors céder le poste de président à György Bethlen.
L'opposition incarnée au sein du PM par les cercles démocratiques, regroupés autour de Miklós Krenner et du journal Keleti Ujsag (« Nouvelles de l'Ouest »), se manifesta fortement lors du congrès de Gheorgheni le 26 février 1926. Les dirigeants du PM décidèrent alors d'acheter le journal et d'en faire la publication officielle du parti, ce qu'il demeura jusqu'en 1938. En 1927, István Kecskeméthy et Károly Kós lancèrent un appel « au peuple hongrois de Transylvanie » dans lequel ils déclarèrent qu'ils avaient été «insultés par les calomnies les plus dégoûtantes par des politiciens hongrois et leurs mercenaires, constamment accusés d'avoir « vendu les Hongrois aux Roumains ». Ces deux dirigeants, qui favorisaient en effet une intégration plus forte dans la vie politique roumaine, rétablirent alors le Parti populaire hongrois. Cela était également dû en grande partie au mécontentement généré par la formation, soutenue par la direction du PM, du Bloc germano-hongrois avec le Parti allemand pour les élections générales de 1927. Les dirigeants PM, usant de pressions et de corruption, réussirent à étouffer le PPM, l'accusant de poursuivre « la division des Hongrois ». Pour éviter les dissensions au sein de la minorité hongroise, une clause fut introduite dans les statuts du parti lors du congrès d'octobre 1928, selon laquelle « tout citoyen roumain de nationalité hongroise ou qui se considérait comme hongrois et qui avait atteint l'âge de 20 ans devenait automatiquement membre du Parti magyar ». La liste commune remporta 15 sièges à la Chambre des députés et au Sénat lors des élections générales de 1927.
Cependant, les divisions politiques demeurèrent même après cette date. Une faction dissidente prit forme, dirigée par István Albert, qui devint le Parti magyar indépendant (Partidul Maghiar indépendant) et qui participa sans succès sous ses propres couleurs aux élections générales de 1931. En juin 1933, l'Opposition magyare (Opoziția Maghiară) se forma au sein du PM adoptant une ligne clairement de gauche, avant de former l'Union des travailleurs hongrois de Roumanie (MADOSZ) en 1934, avec Sándor Szepesi (président) et Sándor Péter (secrétaire général). MADOSZ s'aligna sur la ligne politique du Parti communiste de Roumanie. En 1937, Kurko Gyarfas devint président du PM et László Bányai secrétaire général, ce qui provoqua le départ de certains membres qui formèrent en septembre 1935, le Parti paysan hongrois/Parti des petits exploitants (Partidul Țărănesc Maghiar / Partidul Micilor Gospodari), dont les partisans étaient particulièrement nombreux dans le județ d'Odorhei. Initialement, ce parti collabora avec le Parti national paysan, avant de se rapprocher de la MADOSZ, avec laquelle il fusionna en novembre 1937.
Le PM maintint sa ligne intransigeante, constamment critique vis-à-vis de l'État roumain. Lors de son dernier congrès, qui se tint à Târgu Mureș en novembre 1937, le parti affirma que le gouvernement roumain avait adopté une politique d'assimilation envers les minorités, qui violait leurs droits et liberté d'expression. Lors des élections générales de 1937, le PM gagna 4,43 % des voix et 19 sièges à l'Assemblée et deux au Sénat. En prévision des élections générales de 1938 le parti grâce à l'aide de l'ambassadeur de Hongrie à Bucarest comme intermédiaire, lia une alliance électorale avec le Parti national chrétien au pouvoir. Cependant, avec l'instauration de la dictature royale le 10 février 1938 ces élections ne se tinrent jamais.
Dissout comme tous les autres partis politiques de Roumanie en ce temps, le 30 mars 1938, le Parti magyar continua d'exister sous le nom de Communauté Magyar (Comunitatea Maghiară) et rejoignit le Front national de la Renaissance en janvier 1939. À la suite du deuxième arbitrage de Vienne le 30 août 1940, presque tous les dirigeants du PM restèrent sur le territoire cédé à la Hongrie, où ils tinrent diverses fonctions politiques et administratives, et y promurent une sévère politique répressive contre les habitants roumains.

## Membres notables
- Sámuel Jósika (président, 28 décembre 1922 - 4 juin 1923)
- István Ugron (hu) (président, juillet 1923 - 1er avril 1926)
- György Bethlen (1er avril 1926 - 30 mars 1938)
- György Bernády
- Emil Grandpierre (hu)
- István Kecskeméthy (hu)
- Miklós Krenner (hu)

## Biographie
- (ro) Enciclopedia partidelor politice din România, 1859-2003, Bucarest, Editura Meronia, 2003, 391 p. (ISBN 973-8200-54-7)